# Алчин (Белогорский район)
Алчи́н (также Ачин; укр. Алчин, крымскотат. Alçın, Алчын) — исчезнувшее село в Белогорском районе Республики Крым (согласно административно-территориальному делению Украины — Автономной Республики Крым). Располагалось на юге района, в горах Внутренней гряды Крымских гор, на правом притоке малой реки Сартана, правого притока Танасу, примерно в 2 км восточнее современного села Головановка. Название села сохранилось в имени урочища Альчин.

## История
Первое документальное упоминание села встречается в Камеральном Описании Крыма… 1784 года, судя по которому, в последний период Крымского ханства Алчин входил в Карасубазарский кадылык Карасубазарского каймаканства. После присоединения Крыма к России (8) 19 апреля 1783 года, (8) 19 февраля 1784 года, именным указом Екатерины II сенату, на территории бывшего Крымского Ханства была образована Таврическая область и деревня была приписана к Левкопольскому, а после ликвидации в 1787 году Левкопольского — к Феодосийскому уезду Таврической области. После Павловских реформ, с 1796 по 1802 год, входила в Акмечетский уезд Новороссийской губернии. По новому административному делению, после создания 8 (20) октября 1802 года Таврической губернии, Алчин был включён в состав Кокташской волости Феодосийского уезда.
По Ведомости о числе селений, названиях оных, в них дворов… состоящих в Феодосийском уезде от 14 октября 1805 года в деревне Алчин числилось 5 дворов, 35 крымских татар и 61 крымских цыган. На военно-топографической карте генерал-майора Мухина 1817 года обозначен Алчин с 6 дворами. На карте 1836 года в деревне 10 дворов, а на карте 1842 года Ачин обозначен условным знаком «малая деревня», то есть, менее 5 дворов.
В 1860-х годах, после земской реформы Александра II, деревню приписали к Салынской волости. Время исхода коренных жителей и заселения выходцами из материковой России в доступных исторических документах не отражено, но уже в «Списке населённых мест Таврической губернии по сведениям 1864 года», составленном по результатам VIII ревизии 1864 года, Алчин — владельческая русская деревня с 4 дворами и 13 жителями при овраге Коп-Кале. По обследованиям профессора А. Н. Козловского начала 1860-х годов, в селении «…имелась пресная вода в изобилии из горных родников и ручьёв». Впоследствии в документах не конца XX и начала XIX века Алчин не числится.
Вновь встречается в Списке населённых пунктов Крымской АССР по Всесоюзной переписи 17 декабря 1926 года, согласно которому на хуторе Алчин, Султан-Сарайского сельсовета Карасубазарского района, числилось 4 двора, население составляло 15 человек, все русские. На карте 1936 года села уже нет и в дальнейшем в доступных источниках не встречается.